# Nicola de Romanis
Nicola de Romanis, também chamado de Niccolò de Romanis e Nicola de Tusculum (data incerta - 1219) foi um cardeal italiano, Deão do Sagrado Colégio dos Cardeais e primeiro Penitenciário-mor da Igreja.

## Biografia
Foi criado cardeal-bispo e recebe a sé suburbicária de Frascati no consistório de 1205. Em 1207, o Papa Inocêncio III colocou o reino da Inglaterra sob um interdito, como resultado de ações tomadas pelo rei João, sancionada por um debate sobre a nomeação de um sucessor para o arcebispo de Canterbury. O Interdito ficaria até 1213, quando João finalmente aceitou a escolha de Inocêncio de Stephen Langton como arcebispo de Canterbury. Nicolas atuou como negociador principal de Inocêncio durante o Interdito, chegando em setembro de 1213, a fim de terminar o Interdito.
Em 1211, foi nomeado Deão do Sacro Colégio.
Durante o tempo do interdito, um estudante na Universidade de Oxford, em 1209 foi acusado de estuprar uma mulher. Quando os burgueses não conseguiram encontrar o estudante, eles enforcaram três de seus amigos em retaliação por seu crime. A escola em Oxford protestou abandonando a cidade e espalhando para outras escolas em toda a Inglaterra, possivelmente, criando uma unidade em Cambridge.
Em 1 de outubro de 1213, enquanto Nicolas de Romanis estava trabalhando para trazer o fim do interdito, os cidadãos de Oxford enviaram-lhe uma carta pedindo para resolver os seus problemas com os estudiosos que haviam ensinado lá. De Romanis concordou em ajudar, visitando a cidade duas vezes, em novembro de 1213 e maio de 1214. Em 20 de junho de 1214, as ações de De Romanis resultou na emissão da Carta para a Universidade de Oxford. Entre outros itens, os cidadãos concordaram em cobrar taxas fixas para moradia estudantil e alimentação, um pagamento anual para a escola, o direito da escola de julgar qualquer um associado com a escola e a criação de um chanceler da Universidade.
Em 1216, foi nomeado como o primeiro Penitenciário-mor da Igreja. Ele era um grande amigo de Domingos de Gusmão, fundador da Ordem dos Pregadores e ajudou o fundador a reformar a vida dos monges em Roma e restabelecer a observância da regra no mosteiro de San Sisto.
Morreu em 1219, em Roma.

## Conclaves
- Eleição papal de 1216 - participou como deão da eleição do Papa Honório III